# Černotice
Černotice je malá vesnice, část obce Střezimíř v okrese Benešov. Nachází se asi 2 km na jihozápad od Střezimíře. V roce 2009 zde bylo evidováno 7 adres. Černotice leží v katastrálním území Bonkovice o výměře 4,59 km².

## Historie
První písemná zmínka o vesnici pochází z roku 1532. Černotice i Bonkovice poté patřily ke statku Chotoviny.

## Další fotografie

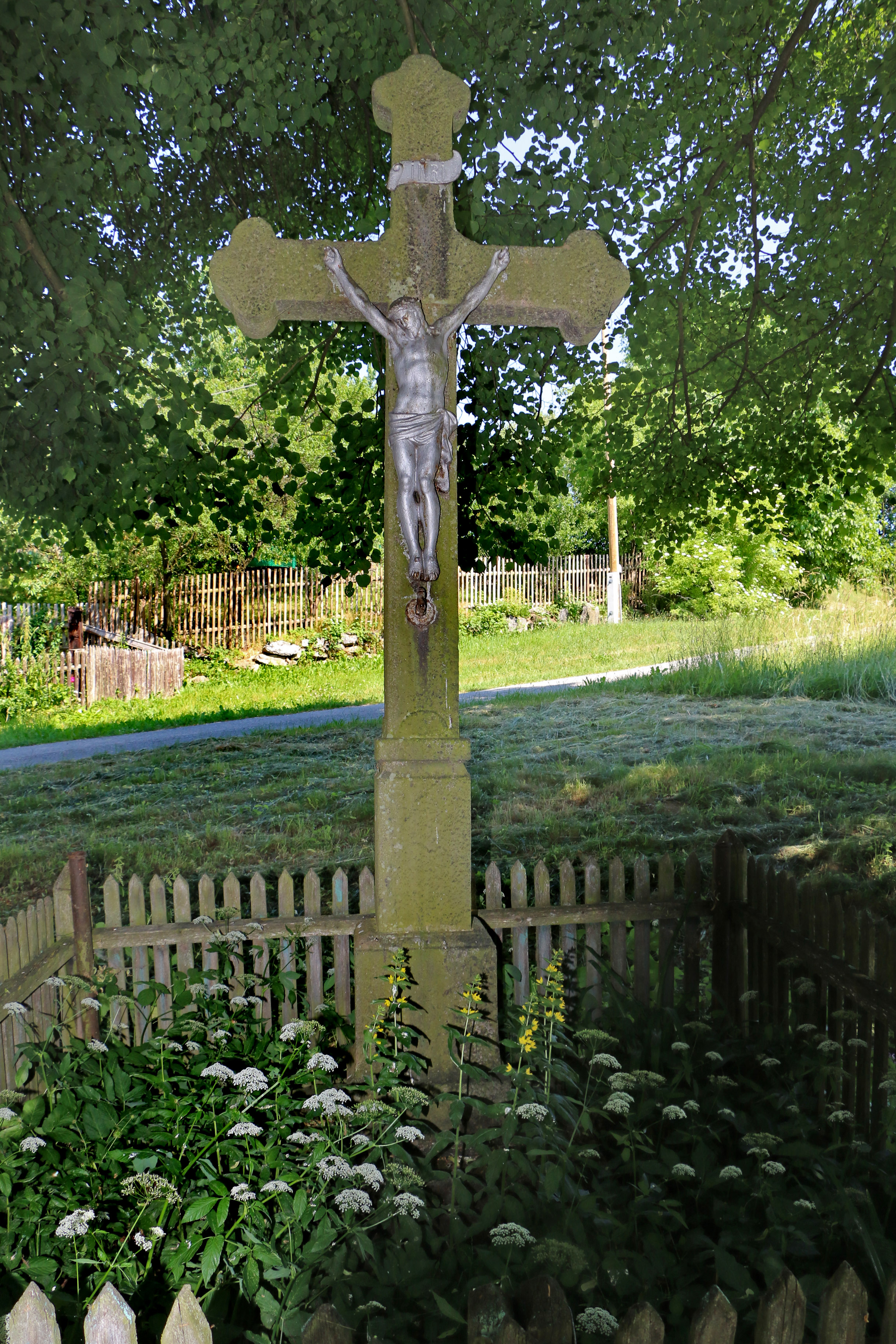
Křížek na návsi
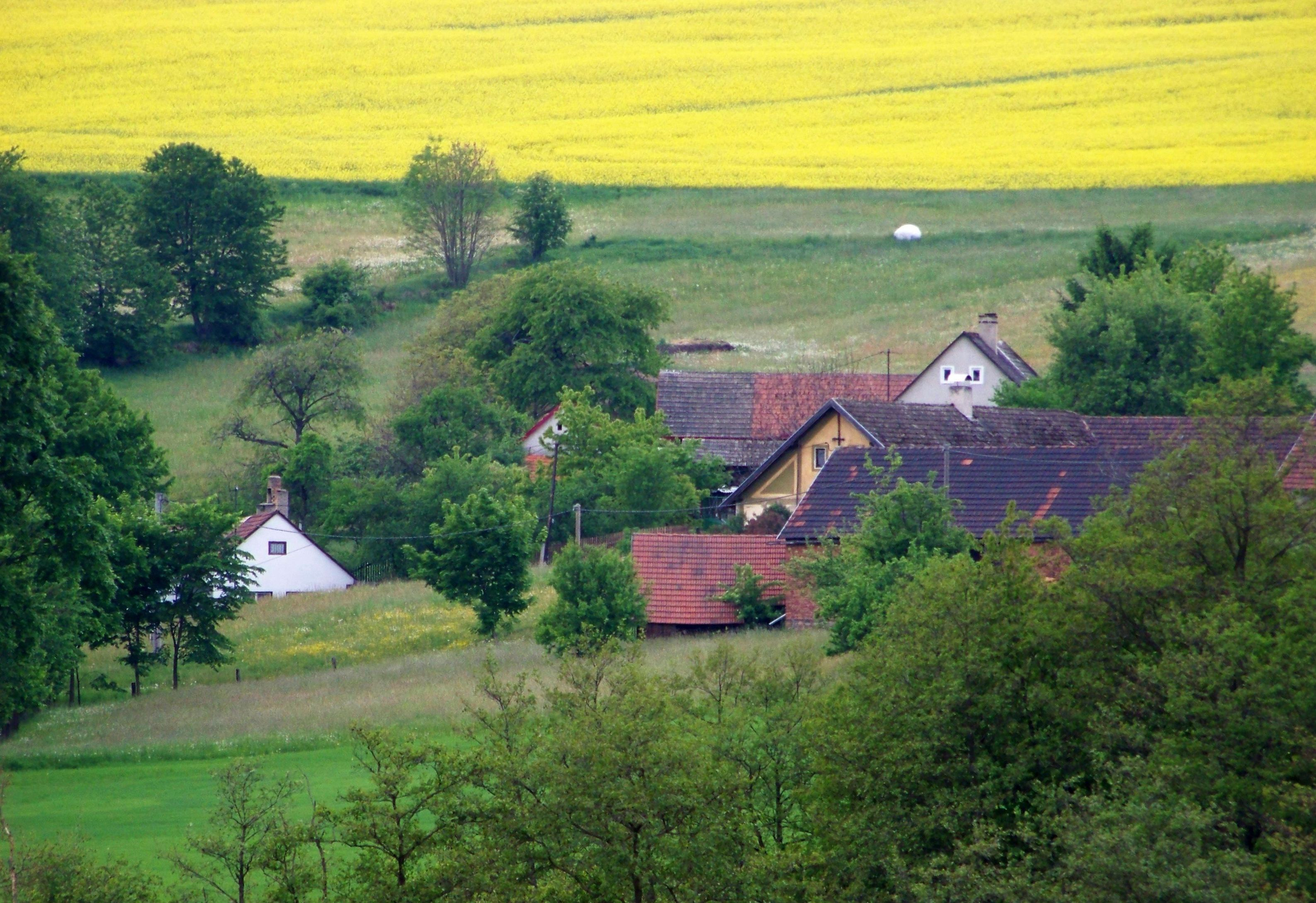
Vesnice od východu
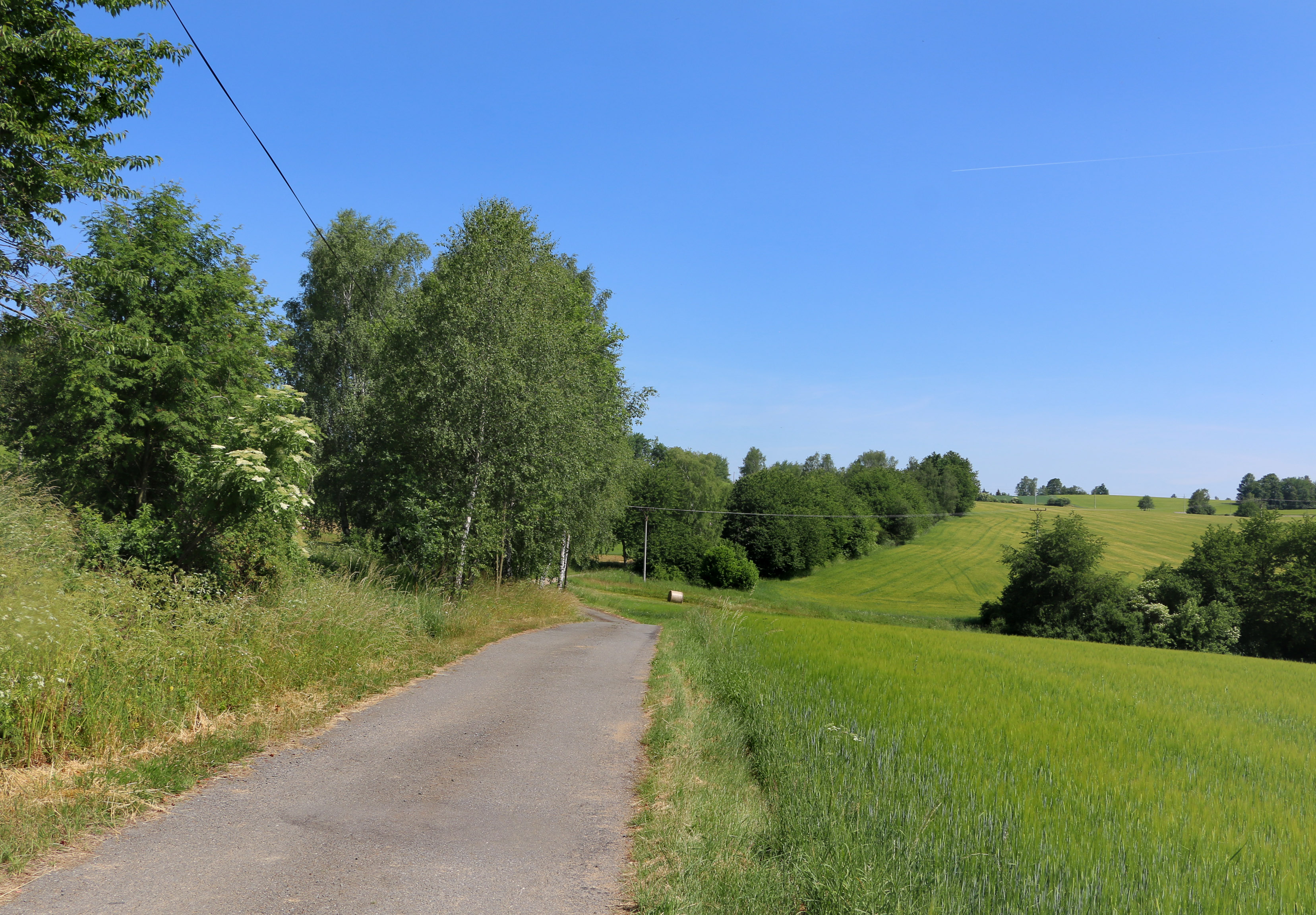
Příjezdová silnice